# ガストン・ディアス
リカルド・ガストン・ディアス（Ricardo Gastón Díaz, 1988年3月13日 - ）は、アルゼンチン・ブエノスアイレス出身のサッカー選手。CAベレス・サルスフィエルド所属。ポジションはミッドフィールダー。

## 経歴
2008年2月9日にCAベレス・サルスフィエルドからデビューした。2014年7月7日、クラブ・デ・ヒムナシア・イ・エスグリマ・ラ・プラタからラシン・クルブに1年半の契約で加入することが決定した。
2008年夏、セルヒオ・バティスタ監督によって北京オリンピックの候補に選ばれたが、最終的なメンバーからは落選した。